# Велемир Хлєбников
Хлє́бников Велими́р (також Велемір, Велемир, Velimir) (справжнє ім'я Віктор Володимирович Хлєбников; 28 жовтня (9 листопада) 1885 — 28 червня 1922) — російський поет, прозаїк, діяч авангардного мистецтва. Належав до засновників російського футуризму. Хлєбников відомий своїми експериментами з поетичною мовою і словотворенням.
1903 року Хлєбников вступив на фізико-математичний факультет Казанського університету, але через рік був заарештований. Пізніше переїхав до Петербурга для продовження навчання в університеті і для розвитку своєї літературної діяльності. Разом з братами Бурлюками (Давидом, Володимиром та Миколою) заснував першу в Росії футуристичну групу «будетляни».
Став першим Головою земної кулі.

## Життєпис

### Ранні роки (1885—1908)

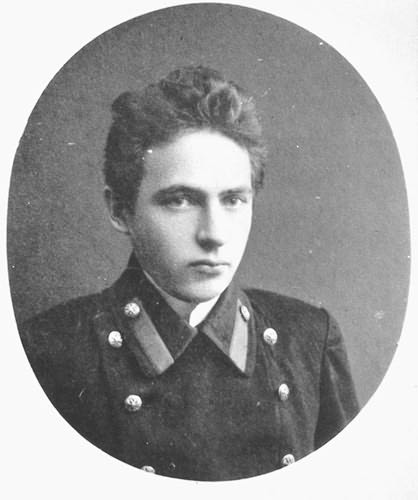
Велимир Хлєбников у 1908 році

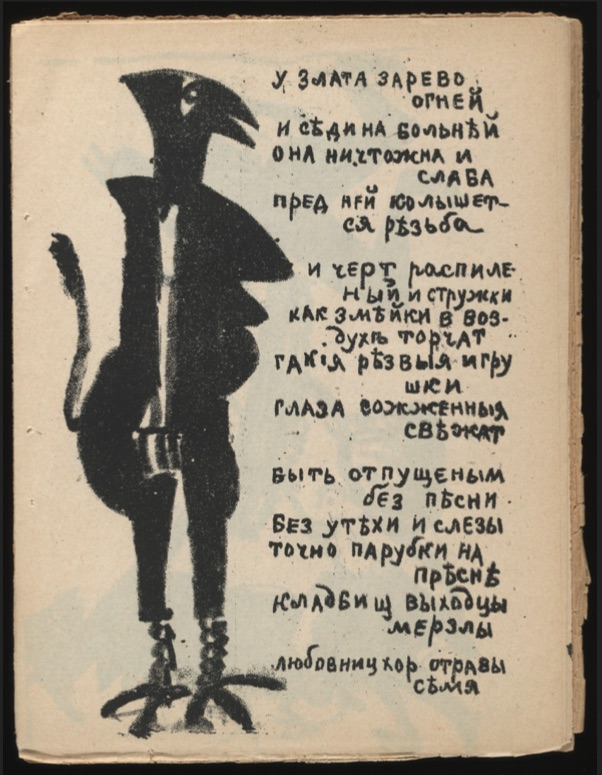
К. Малевич. Ілюстрація до книги О.Кручоних і В.Хлєбникова «Гра в пеклі», 1914. Колекція І.Диченка

Віктор Володимирович Хлєбников народився 28 жовтня (9 листопад) 1885 року в головній ставці Малодербетовського улусу Астраханської губернії (нині село Малі Дербети, Калмикія). Батько — Володимир Олексійович Хлєбников — природничник-орнітолог, мати — Катерина Миколаївна Хлєбникова (до шлюбу Вербицька), історик за освітою. Віктор був третьою дитиною в сім'ї (пізніше у його батьків народилося ще двоє дітей, одна з яких — художниця Віра Хлєбникова).
Про місце свого народження Хлєбников писав: «Народився… в таборі монгольських кочовиків, які сповідують Будду… в степу — висохлому дні зникаючого Каспійського моря». По батьківській лінії поет походив зі старовинного купецького роду — його прадід Іван Матвійович Хлєбников був купцем першої гільдії і потомственим почесним громадянином Астрахані. Має також вірменські корені (Алабови).
Родині Хлєбникових по службі Володимира Олексійовича доводилося часто переїжджати з місця на місце: 1891 року батька сімейства перевели до Волинської губернії, 1895-го — до Симбірської. У місті Симбірську Віктор починає своє навчання в гімназії.
У 1898 році сім'я переїхала до Казані, де Віктор вступив до 3-ї казанської гімназії. Через п'ять років закінчив курс гімназії, восени 1903 року вступив на математичне відділення фізико-математичного факультету Казанського університету. У листопаді того ж року після участі в студентській демонстрації був заарештований і місяць провів у в'язниці. У лютому 1904 року Віктор подає прохання про звільнення з числа студентів університету. Влітку того самого року подає прохання про зарахування на природниче відділення фізико-математичного факультету Казанського університету, де продовжує навчання.
На 1904 рік припадають перші відомі літературні досліди Хлєбникова, він навіть намагається опублікувати п'єсу «Олена Гордячкіна», надіславши її у видавництво «Знання» Максимові Горькому, але безуспішно. У 1904—1907 роках Хлєбников займається орнітологічними дослідженнями, бере участь в експедиції в Дагестан і на Північний Урал, публікує кілька статей з орнітології. Тоді ж Хлєбников намагався самостійно почати вивчення японської мови, думаючи знайти в ній особливі форми виразності, і захопився творчістю російських символістів, особливо Федора Сологуба.
Російсько-японська війна і Цусімська битва, яка відбулась у ході неї, справили великий вплив на Хлєбникова і спонукали його почати пошуки «основного закону часу», намагатися знайти виправдання смертям. Згодом Хлєбников писав: «Ми кинулися в майбутнє з 1905 року».
У грудні 1906 року Хлєбников прийнятий у Товариство природодослідників Казанського університету на правах члена-співробітника і видав статтю про відкриття під час однієї з експедицій нового виду зозулі, але вже після 1906 року практично перестав приділяти увагу як орнітології, так і заняттям в університеті, зосередившись на літературі. Приблизно в цей час він пише масштабний прозовий твір «Єня Воєйков», який залишився незакінченим, але став важливим етапом творчого становлення Хлєбникова. Крім того, в цей період він написав велику кількість віршів. Почався «словотворчий» період у творчості Хлєбникова.
У березні 1908 року Хлєбников зважився надіслати свої вірші поетові-символістові В'ячеславу Іванову, чия стаття «Про веселе ремесло і розумну радість», опублікована 1907 року в журналі «Золоте руно», справила на нього велике враження. Навесні 1908 року в Судаку відбулося особисте знайомство. Потрапивши під вплив Іванова Хлєбников у цей період написав близько сотні віршів і п'єсу «Таїнство дальніх», сповнену алюзій на античну міфологію. У цих творах простежується вплив символізму.
У вересні 1908 року Хлєбников був зарахований на третій курс природничого відділення фізико-математичного факультету Санкт-Петербурзького університету і переїхав до Санкт-Петербурга. Головною причиною переїзду було бажання серйозно займатися літературою.

### Хлєбников у колі символістів (1908—1909)
У Петербурзі Хлєбников зблизився з колом молодих поетів і почав, за його власними словами, вести богемне життя. У цей період Хлєбников знайомиться з символістами Олексієм Ремізовым і Сергієм Городецьким, відвідує поетичні вечори. Захоплення язичницькою Руссю і народною російською мовою сприяло особливому зближення з Ремізовым. Квартира Ремізова стала першим літературним будинком, де став з'являтися Хлєбников. Слов'янська тема знайшла віддзеркалення в багатьох творах Хлєбникова того періоду. Зокрема, у п'єсі «Сніжимочка» серед персонажів виявляється цілий пантеон вигаданих Хлєбниковим язичницьких божеств, таких як снізини, сміхині, Березомир, Древолюд та інші. Це було прямим продовженням розпочатої символістами тенденції відновлення інтересу до міфів: у ті ж роки виходять у світ вірші Олександра Блока на тему Росії, книги Ремізова «Лимонар» і «Посолонь», а також поетичні збірники Городецького «Ярь» і «Перун» — всі ці твори були так чи інакше пов'язані зі слов'янською міфологією. В'ячеслав Іванов у ті роки писав: «Пожвавлення інтересу до міфу — одна з характерних рис нашої новітньої поезії».
На цей час припадає короткочасне захоплення Хлєбникова ідеєю войовничого панславізму. 16 (29) жовтня 1908 року петербурзька газета «Вечір» надрукувала анонімну «Відозву учнів слов'ян», яку написав Хлєбников. «Відозва…» закликала до збройної боротьби за свободу слов'янських народів Східної Європи. Поява її була пов'язана з Боснійською кризою; втім, вже наприкінці листопада того ж року Хлєбников відійшов від принципів, заявлених у «Відозві».
У вересні 1908 року Хлєбников познайомився з Василем Каменським, заступником головного редактора журналу «Весна», і вже наступного місяця відбувся дебют Хлєбникова в друці: у жовтневому номері «Весни» з'явився наповнений неологізмами вірш у прозі «Спокушення грішника»:
Більшу частину 1909 року (аж до серпня, з невеликою перервою у травні) поет провів у Святошині, передмісті Києва, де жили його родичі — сім'я Варвари Миколаївни Рябчевської (Вербицької). З ними у Хлєбникова встановилися близькі стосунки, а в Марію Рябчевську, дочку Варвари Миколаївни, він був деякий час закоханий і присвятив їй кілька віршів.
У квітні 1909 року розпочала роботу «Академія вірша» на «вежі» В'ячеслава Іванова. «Вежею» називалася квартира Іванова, яка перебувала на останньому поверсі будинку 35 по Таврійській вулиці, з круглою кутовою кімнатою. Її відвідував і Хлєбников наприкінці травня 1909 року і після повернення зі Святошина.
Взагалі в цей період Хлєбников пише небагато, однак саме на літо 1909 припадає присвячена В'ячеславу Іванову поема або оповідання (дослідники творчості Хлєбникова не в змозі визначити, чим є цей твір) «Звіринець»: У вересні Хлєбников подав прохання про переведення його на Факультет східних мов за розрядом санскритської словесності, але, передумавши, змінив свій вибір на історико-філологічний факультет слов'яно-російського відділення.
Восени поет познайомився з Миколою Гумільовим, Олексієм Толстим; зблизився з Михайлом Кузміним (у листі до матері від 16 (29) жовтня 1909 Хлєбников називає Кузміна своїм учителем). Восени ж відбулася зміна імені Хлєбникова — він узяв собі творчий псевдонім Велимир, південнослов'янське ім'я, що означає «великий світ». Поет став членом «Академії вірша» (або «Товариства ревнителів художнього слова»). Його вірші готуються до друку в журналі «Аполлон», організованому колом В'ячеслава Іванова, але в листі братові Олександру Хлєбников зізнавався, що не відчуває захоплення щодо цього, оскільки журналом керували поети, які інакше, ніж він, сприймали символізм — Кузмін, Гумільов, Городецький. У підсумку вірші Хлєбникова в «Аполлоні» так і не з'явилися. Творчість його не викликає особливого захоплення в колі символістів, але, попри це, Хлєбников переживає творчий підйом і восени 1909 року пише багато віршів, поему «Журавель» і драму «Пані Ленін».

### Поява будетлянства (1910—1911)

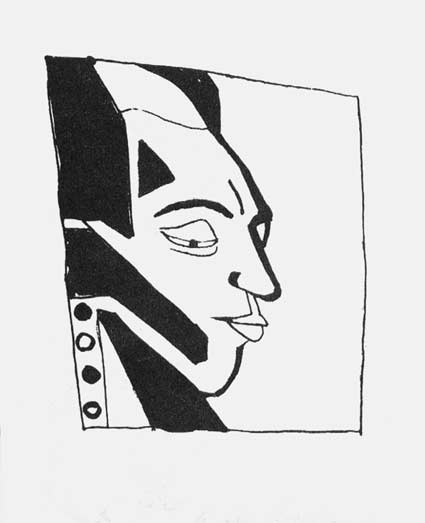
Велимир Хлєбников, портрет роботи Володимира Бурлюка, 1913

До початку 1910 року Хлєбников уже перестав відвідувати «Академію вірша». У лютому Василь Каменський познайомив його з іншим крилом нового мистецтва: художником Михайлом Матюшиним, його дружиною поетесою Оленою Гуро, братами Давидом, Володимиром і Миколою Бурлюками. Невдовзі Хлєбников переїхав жити в квартиру Бурлюків.
«Аполлон» відмовився надрукувати «Звіринець» і кілька віршів Хлєбникова, але в березні 1910 року його вірш «Закляття сміхом» з'явився в збірці «Студія імпресіоністів» під редакцією Миколи Кульбіна.
Діяльність Кульбіна влаштовувала Каменського, Д. Бурлюка і Хлєбникова не повною мірою, що призвело до того, що вони заснували власну групу — «Будетляни» (від слова буде) і почали готувати випуск збірки, яку вирішили назвати «Садок суддів». Книга побачила світ у квітні 1910 року. Її випустили тиражем 300 примірників у видавництві «Журавель» Матюшина і Гуро без літери ѣ і твердого знака на кінці слів. У «Садку…» з творів Хлєбникова були надруковані «Звіринець», перша частина драми «Маркіза Дезес» і початок поеми «Журавель». Збірку сприйняли як відкриту конфронтацію з літературним світом. Валерій Брюсов писав про неї: «Збірка переповнена хлоп'ячими витівками поганого смаку, а її автори насамперед прагнуть вразити читача і роздратувати критиків». Будетлян можна назвати першою футуристичної групою у російській літературі.
Влітку 1910 року Хлєбников поїхав разом з Бурлюками в Таврійську губернію, де Давид Федорович Бурлюк (батько братів Давида, Миколи і Володимира) служив у селі Чорнянка управителем маєтку графа Мордвинова. Після цієї поїздки в будетлян з'явилася ще одна самоназва — «Гілея», за стародавньою назвою цієї місцевості. Хлєбников багато пише, але його нові вірші вже не такі радикальні й містять значно менше неологізмів. Наприклад:
|  | Слони бились бивнями так, Що здавалися білим каменем Під рукою художника. Олені заплітались рогами так, Що здавалося, їх з'єднував старовинний шлюб Зі взаємними захопленнями і взаємною невірністю. Річки вливались у море так, Що здавалося: рука одного душить шию другого. Оригінальний текст (рос.) Слоны бились бивнями так, Что казались белым камнем Под рукой художника. Олени заплетались рогами так, Что казалось, их соединял старинный брак С взаимными увлечениями и взаимной неверностью. Реки вливались в море так, Что казалось: рука одного душит шею другого. |

1911 року Хлєбников почав активно захоплюватися числами і закономірностями історичного розвитку (з листа братові Олександрові Хлєбникову: «Я старанно займаюся числами і знайшов досить багато закономірностей»). У цей час він знову переживає творчу кризу, але збирається видати окремий том своїх творів. У пресі, проте, в найближчі два роки так нічого й не з'явилося, а Хлєбников, замість того, щоб залагоджувати справи з публікацією збірки, влітку 1911 вирушив у річкову подорож до Астрахані. До того моменту Хлєбникова виключили з університету за несплату (це сталося у червні), що остаточно посварило його з батьками, які не схвалювали літературні заняття Велимира.
Восени поет надіслав міністру Олександрові Наришкіну листа під заголовком «Нарис значення чисел і про способи передбачення майбутнього».

### Видання перших книг (1912)

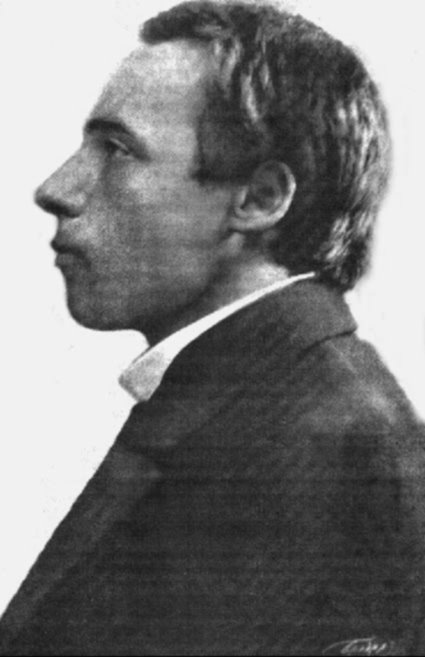
Велимир Хлєбников 1913 року

До 1912 року від часу виходу «Садка суддів» пройшло вже майже два роки, за які будетляни не робили жодних дій. Тоді Давид Бурлюк запросив у групу двох молодих поетів — Володимира Маяковського і Олексія Кручоних. Особливо близько Хлєбников тоді зійшовся з Кручоних, вірші якого були дещо схожі на творчість Хлєбникова в тому, що стосується словотворчості і експериментів зі словом.
1912 рік ознаменувався для Хлєбникова виданням першої книги. У травні в Херсоні на кошти автора з малюнками Володимира Бурлюка видано брошуру «Вчитель і учень», у якій Хлєбников спробував розповісти про знайдені ним «закони часу», зокрема передбачив бурхливі російські події 1917 року, Лютневу і Жовтневу революції: «Чи не варто чекати в 1917 році падіння держави?». Невдовзі, у серпні, в Москві вийшла друком «Гра в пеклі», поема, яку написали в співавторстві Кручених і Хлєбников; у листопаді вийшла ще одна спільна робота двох поетів «Світзкінця». Ці книги, що випускалися в заснованому Кручених видавництві «ЕУЫ», були зроблені в техніці літографії, причому текст на літографському камені Кручоних написав від руки (у передмові автори висловлювали думку, що почерк дуже впливає на сприйняття тексту).

### Оформлення руху футуристів (1912—1913)
Того ж року футуристи (тоді вже будетляни та їхні сподвижники стали називати себе цим словом) почали активно пропагувати свою діяльність. Проходять виставки художників-авангардистів (очолювана Давидом Бурлюком група «Бубновий валет», «Ослиний хвіст» на чолі з Наталією Гончаровою та Михайлом Ларіоновим), проходять диспути за участю футуристів, Маяковський читає свої вірші в арткафе «Мандрівний пес». Тоді ж гілейці (вони ж кубофутуристи, існував ще й егофутуризм Ігоря Сєверянина) стали готувати віршовану збірку. Зголосилися її фінансувати двоє шанувальників нового мистецтва, які самі не мали стосунку до літератури — пілот Георгій Кузьмін і музикант Семен Долинський.

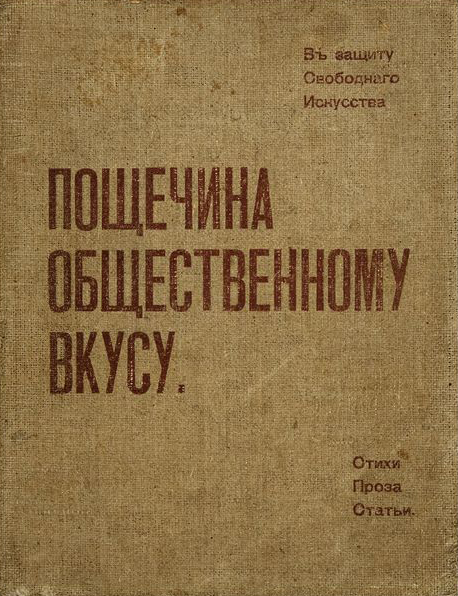
Обкладинка збірки футуристів «Ляпас суспільному смаку», 1912

Збірка під назвою «Ляпас суспільному смаку» побачила світ 18 (31) грудня. Маніфест, який їй передував, написаний Бурлюком, Кручоних, Маяковським і Хлєбниковим, закликав «скинути Пушкіна, Достоєвського, Толстого та ін., та ін., з пароплава сучасності», містив звинувачення на адресу найавторитетніших російських літераторів («Всім цим Максимам Горьким, Купріним, Блокам, Сологубам, Аверченкам, Чорним, Кузміним, Буніним та ін., та ін. — потрібна лише дача на річці»), а також стверджував важливий для творчості Хлєбникова принцип права поета «на збільшення словника поета в його об'єм і довільними і похідними словами (Слово — нововведення)». Варто зауважити, що Хлєбников намагався протестувати проти деяких положень маніфесту: зокрема, вимагав викреслити Кузміна, одного з перших своїх учителів, зі списку тих, кому потрібна лише дача на річці", однак у підсумку поступився.
Значну частину збірки (майже половину) складали вірші Хлєбникова, зокрема знаменитий вірш «Коник».
Критика зустріла збірку вороже (один з відгуків: «Вимучена маячня претензійно бездарних людей»), але книгу розкупили досить швидко. Вже через два місяці, у лютому 1913 року, футуристи видали листівку з тією ж назвою («Ляпас суспільному смаку»), де Хлєбников був названий генієм і видатним поетом сучасності. Потім відразу ж з'являється другий «Садок суддів», більшу частину якого знову займають твори Хлєбникова, зокрема поема «Шаман і Венера»; у березні — спільний збірник футуристів і групи художників «Союз молоді»; в цій книзі з'явилася поема Хлєбникова «Війна — смерть».

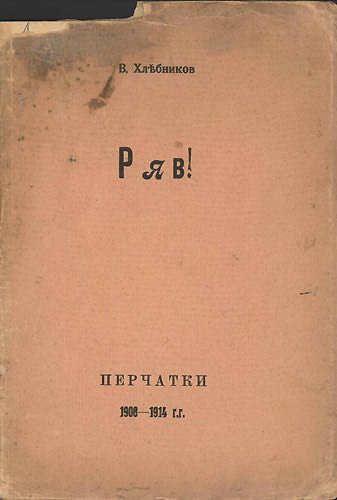
Обкладинка збірки Хлєбникова «Ряв», 1913

У першій половині 1913 року Хлєбников на постійній основі співпрацював з газетою «Слов'янин», яка проіснувала до липня і працював над надповістю (винайдений ним жанр) «Діти Видри», а після цього знову поїхав до Астрахані, де в той момент жили його батьки. Там поет пробув до вересня і з'їзд футуристів, який відбувся влітку, на якому прийнято ще один маніфест, пройшов без його участі.
Восени продовжилися скандали за участю футуристів, зокрема Хлєбникова: Давид Бурлюк виступив з циклом лекцій «Пушкін і Хлєбников», де називав Пушкіна «мозоллю російської літератури»; Хлєбникова викликав на дуель після сварки в «Мандрівному псі» Осип Мандельштам (дуель не відбулася); нарешті, в жовтні з'явився ще один маніфест, який написали Кручоних і Хлєбников без участі решти футуристів. Він був придатком до збірки «Слово як таке». У маніфесті було сформульовано поняття зарозумілої мови:
|  | Живописці будетляни люблять використовувати частини тіл, перерізи, а будетляни мовленнєтворці розрублені слова, напівслова і їх чудернацькі хитрі сполучення (зарозумна мова). Оригінальний текст (рос.) Живописцы будетляне любят пользоваться частями тел, разрезами, а будетляне речетворцы разрубленными словами, полусловами и их причудливыми хитрыми сочетаниями (заумный язык). |

За маніфестом пішли скандальні постановки театру кубофутуристів «Будетлянин», зокрема і опери «Перемога над сонцем», пролог до якої написав Хлєбников; на початку 1914 року відбувся візит у Росію родоначальника італійського футуризму Філіппо Марінетті, на лекціях якого Хлєбников, який заперечував спадкоємність російського футуризму від європейського, демонстративно був відсутній, через що посварився з багатьма своїми друзями. Ба більше, під час одного з вшанувань Марінетті в Петербурзі роздавали складену Хлєбниковим і Бенедиктом Лівшицом листівку, яка засуджувала схиляння перед Марінетті і стверджувала пріоритет російського футуризму: «Сьогодні деякі тубільці та італійське селище на Неві з особистих міркувань припадають до ніг Марінетті, зраджуючи першому кроку російського мистецтва по шляху свободи і честі, і схиляють благородну шию Азії під ярмо Європи…»

### Перші авторські збірки (1913—1914)

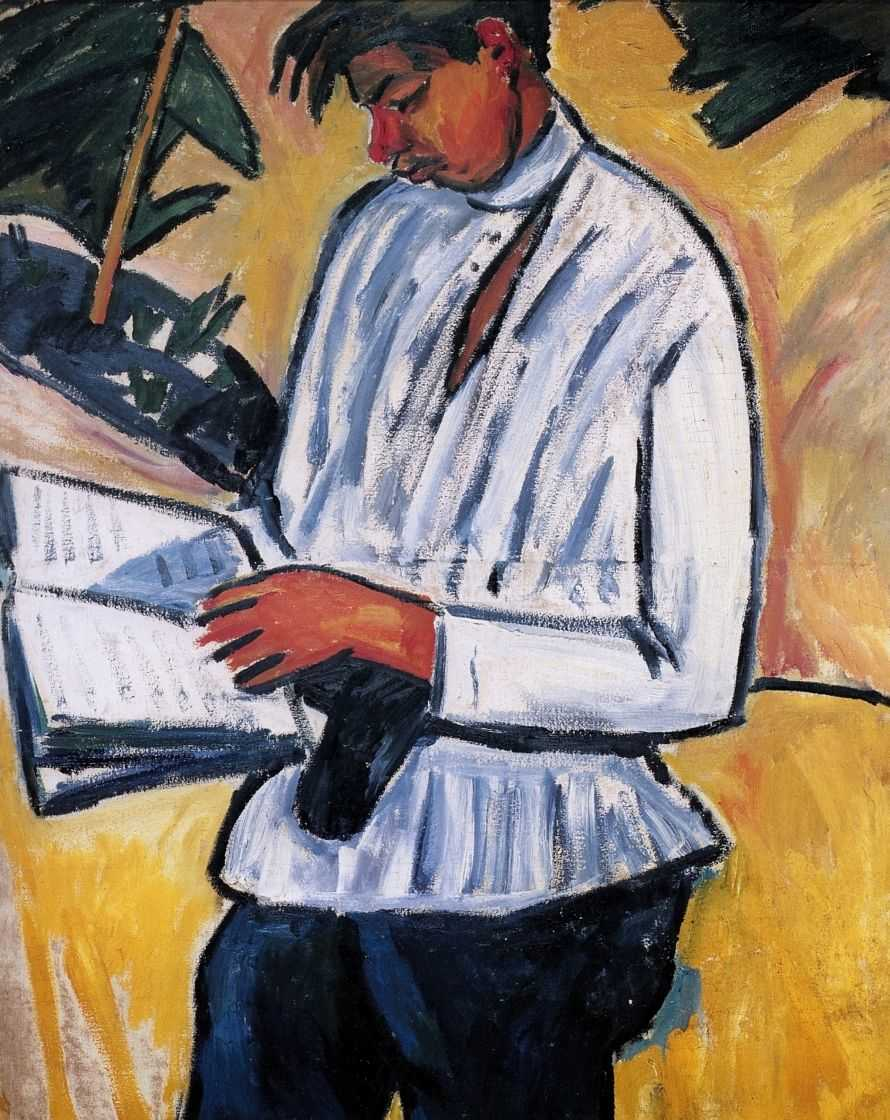
Портрет Хлєбникова пензля Михайла Ларіонова

Грудень 1913 року ознаменувався публікацією першої авторської поетичної збірки Хлєбникова, яка дістала назву «Ряв!». Її видано за допомогою Олексія Кручоних. Вже у лютому 1914 року Давид Бурлюк (з яким Хлєбников був у сварці через розбіжності стосовно Марінетті) видав перший том зібрання творів Хлєбникова, забезпечивши його захопленою передмовою: «Хлєбников вказав нові шляхи поетичної творчості!.. Хлєбников створив речі, подібних до яких не писав до нього ні в російській, ні в світових літературах ніхто». Майже одночасно з цією книгою в Петербурзі у видавництві Матюшина вийшов «Ізборник віршів». Унаслідок вже згаданої сварки, Хлєбников з несхваленням сприйняв видання Бурлюка, але вітав публікацію «Ізборника». Взагалі ж до весни 1914 року Хлєбников був у сварці з багатьма своїми друзями й дещо розчарувався в футуризмі. Тоді він зробив спробу приєднатися до «Цеху поетів», групи акмеїстів, але вже у квітні «Цех…» перестав існувати. До 1915 року практично розпалася і «Гілея», і Маяковський у статті «Крапля дьогтю» (1915) визнав, що «футуризм помер як особлива група».

### Нові пошуки «Законів часу» (1914—1916)

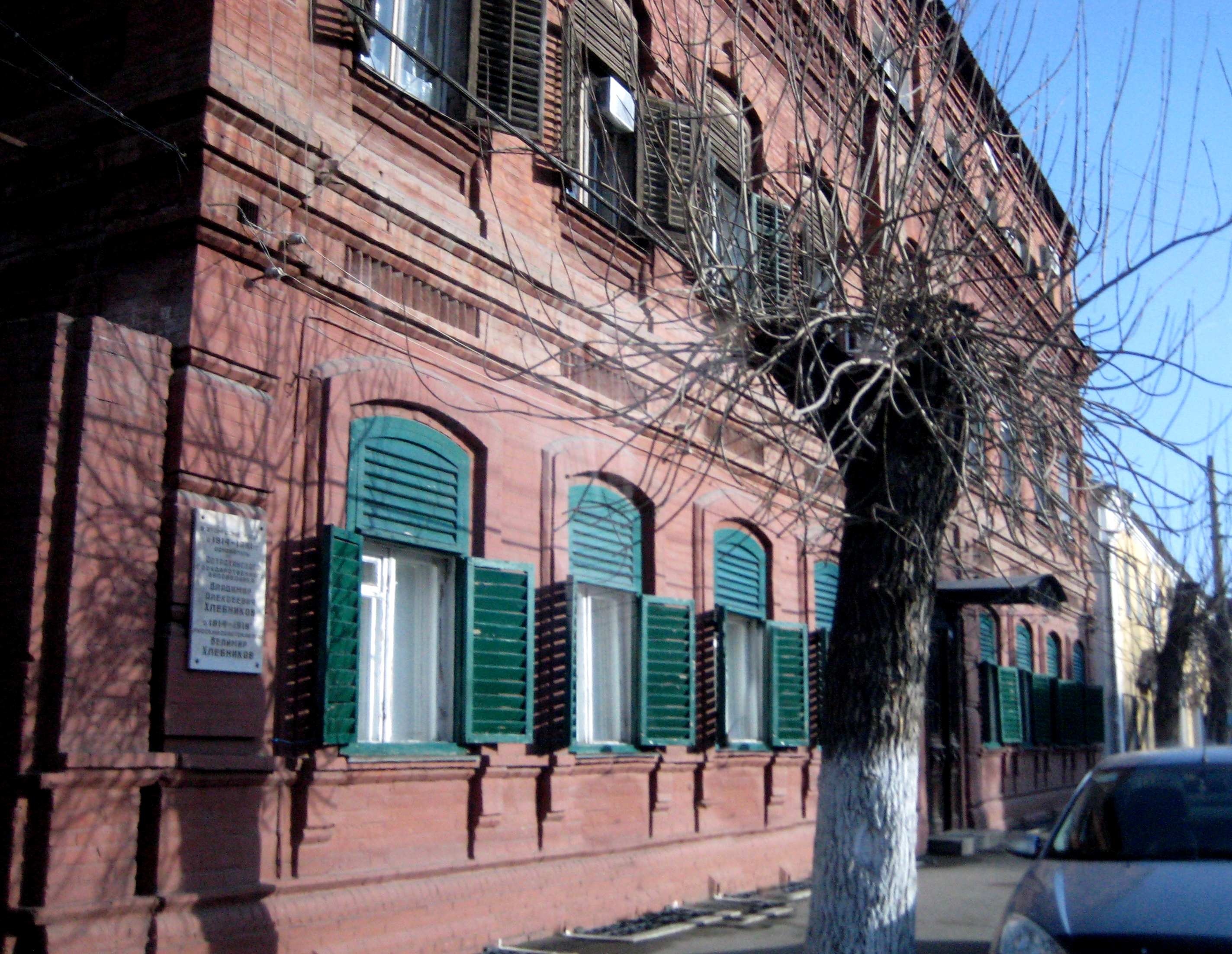
Будинок Хлєбникова в Астрахані, нині музей поета

19 липня (1 серпня) 1914 року розпочалася Перша світова війна. Як і російсько-японська, вона спонукала Хлєбникова до пошуків якихось історичних закономірностей, які допомогли б передбачати події і не допустити нових воєн. Цим він починає займатися влітку, під час того, як знову гостює у батьків в Астрахані. Тоді ж у нього зав'язався роман з московською акторкою Надією Ніколаєвою, і Хлєбников деякий час гостював у неї. У вересні він повернувся до Петербурга (який вже став Петроградом) і два місяці жив поруч з Кручених у Шувалово, передмісті столиці, після чого знову поїхав до Астрахані.
Попри свої історичні дослідження, Хлєбников продовжував писати вірші, на яких також віддзеркалилася ця тема:
|  | Маєток вночі, Чингісхань! Шуміть, сині берези. Зоря нічна, заратустрь! А небо синє, моцарть! І, темрява хмарини, будь Гоя! Ти вночі, хмаро, роопсь!.. Оригінальний текст (рос.) Усадьба ночью, чингисхань! Шумите, синие берёзы. Заря ночная, заратустрь! А небо синее, моцарть! И, сумрак облака, будь Гойя! Ты ночью, облако, роопсь!.. |

На цих самих пошуках ґрунтується і оповідання «Ка», написане того самого року.

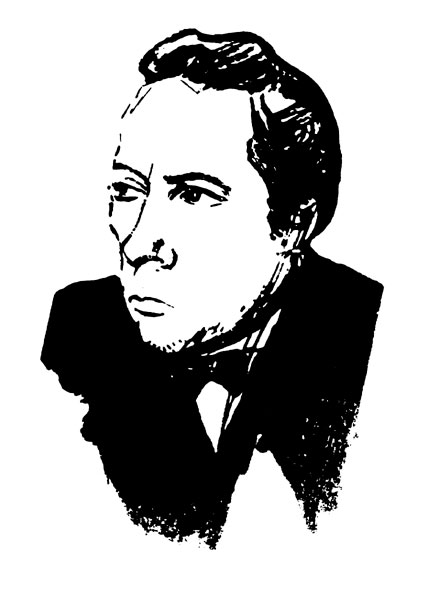
Велимир Хлєбников, портрет роботи Володимира Маяковського, 1916

1915 рік поет проводить у різних місцях: на початку року він живе в Астрахані, влітку в Москві і на дачі в Бурлюків у Михальові, у другій половині року — в Петрограді з частими відвідуваннями дачної місцевості Куоккала (нині селище Репіно в Курортному районі Санкт-Петербурга), де в той час перебували дачі багатьох діячів мистецтва і де збиралася богема. У цей час футуристи зблизилися з Іллею Рєпіним і часто бували на його дачі; Хлєбников же частіше відвідував дачу Юрія Аннєнкова.

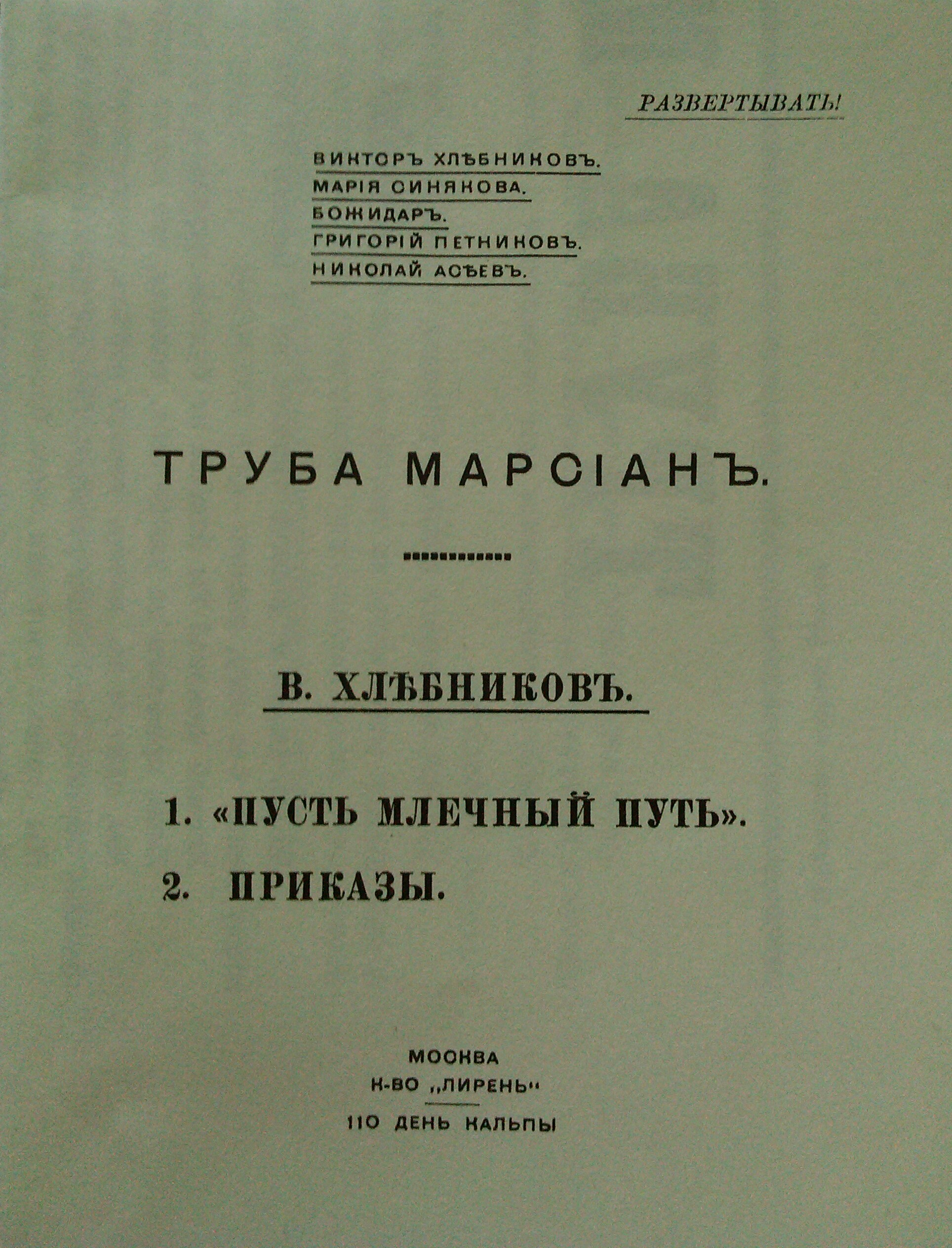
Маніфест Хлєбникова «Труба Марсіан», випущений у 1916 році

«Закони часу» Хлєбников намагається застосувати не лише до народів і цивілізацій, але й до окремих людей: наприклад, на основі праці Лернера «Труди і дні Пушкіна» він обчислив закономірність, згідно з якою всі значущі події в житті Пушкіна відбувалися з проміжком 317 днів (число 317 Хлєбников називав одним з найважливіших в долі людей і народів ще в брошурі «Вчитель і учень»). Доповідь, присвячену цьому, а також зв'язку між швидкістю світла і швидкістю Землі, Хлєбников прочитав перед колом вчених-математиків на квартирі Осипа Бріка, але не дістав від них підтримки. 20 грудня (2 січня 1915) друзі обрали Хлєбникова віртуальним «Королем Часу». Трохи пізніше, в лютому 1915 року, засновано утопічне «Товариство голів Земної кулі» або «Союз 317». Хлєбников мав намір створити товариство з 317 членів — найкращих людей з усієї планети, які б правили ідеальною всесвітньою «Державою часу». Наміри свої він виразив у декларації «Труба марсіан», під якою стояло п'ять підписів, зокрема і поета Божидара, який вже за два роки до цього покінчив із собою. Одними з перших «голів Земної кулі», крім самого Хлєбникова, були новий його друг Дмитро Петровський і В'ячеслав Іванов; потім до числа голів увійшли (щоправда, багато з них навіть і не знаючи про те) Давид Бурлюк, Маяковський, Каменський, Асєєв, Рюрік Івнєв, Кузмін, Рабіндранат Тагор і т. д.

### Філонов і Хлєбников
В цей час відбулося зближення Велимира Хлєбникова з Павлом Філоновим. Миттєвий образ його і світовідчуття художника — в оповіданні Хлєбникова «Ка» (22 лютого — 10 березня 1915).
|  | ... Я зустрів одного художника і запитав, чи піде він на війну? Він відповів: «Я теж веду війну, тільки не за простір, а за час. Я сиджу в окопі й віднімаю в минулого клаптик часу. Мій обов'язок такий само важкий, як і у військ за простір». Він завжди малював людей з одним оком. Я дивився в його вишневі очі і бліді вилиці. Ка йшов поруч. Лився дощ. Художник малював бенкет трупів, бенкет помсти. Мерці велично і поважно їли овочі, осяяні схожим на промінь місяця оскаженінням скорботи. Оригінальний текст (рос.) …Я встретил одного художника и спросил, пойдет ли он на войну? Он ответил: «Я тоже веду войну, только не за пространство, а за время. Я сижу в окопе и отымаю у прошлого клочок времени. Мой долг одинаково тяжел, что и у войск за пространство». Он всегда писал людей с одним глазом. Я смотрел в его вишневые глаза и бледные скулы. Ка шел рядом. Лился дождь. Художник писал пир трупов, пир мести. Мертвецы величаво и важно ели овощи, озаренные подобным лучу месяца бешенством скорби. |

П. Філонов намалював портрет поета й проілюстрував його «Ізборник» (1914), а 1915 року опублікував свою поему «Проспівень про проросль світову» з власними ілюстраціями.
У творчості Велимира Хлєбникова і Павла Філонова простежується явна духовна спорідненість і взаємний вплив: як у графічних дослідах Велимира Хлєбникова — і образотворчих принципах Павла Філонова, так і в особливостях звучання, побудови літературної мови останнього — і поетичного ладу, метрики першого.
Згадане співавторство було єдиним, як і єдиним — цей випадок участі Філонова в літографічних виданнях футуристів, але вибір художника (або пропозиція до ілюстрування) віршів Велимира Хлєбникова — невипадковий.
|  | Зустріч відбулася не лише завдяки конгеніальності поета і художника, а й через внутрішню спорідненість. У передвоєнні роки Хлєбникова і Філонова пов'язували дружні стосунки. Вони бачилися нечасто, але їхні зустрічі були зустрічами рівних і творчо близьких людей. 1913 року Філонов намалював портрет Хлєбникова, який потім безслідно зник. «Пам'ятаю, - згадував Кручоних, - Філонов малював портрет" Велимира Грозного ", зробивши йому на високому лобі таку, що сильно виступає вперед, набряклу, ніби напружену думкою жилу». Поет і художник однаково уважно вдивлялися в архаїку поетичну і пластичну, прагнучи розчистити словесний і образний архетипи від пізніших ускладнювальних нашарувань, повернути слову і зображенню первісну чистоту і свіжість. Але крім спорідненості творчих принципів є збіги зовсім дивовижні. Вони стосуються віршів Філонова і малюнків Хлєбникова. 1915 року Матюшин видав книгу Філонова «Проспівень про проросль світову», ілюстровану малюнками самого художника. Матюшин писав: «Філонов довго і наполегливо творчо працював як художник, одночасно шукав і створив цінну фактуру слова й мови. Ніби торкнувшись глибокої старовини світу, яка пішла в підземний вогонь, його слова з'явились дорогоцінним металом, радісним, таким, що виблискує шматками життя, і ними зачата книга світового розквіту ... ». Написані зсувовою ритмізованою прозою, поеми Філонова за складною багатоплановою образністю і властивим їм зіткненням неологізмів з архаїзмами споріднені віршованій практиці Хлєбникова. Поет високо ставив літературний дебют художника: «від Філонова як письменника я очікую вартих речей; і в цій книзі є рядки, які належать до найкращого, що написано про війну» Оригінальний текст (рос.) Встреча произошла не только благодаря конгениальности поэта и художника, но и по причине внутреннего родства. В предвоенные годы Хлебникова и Филонова связывали дружеские отношения. Они виделись нечасто, но их встречи были встречами равных и творчески близких людей. В 1913 году Филонов написал портрет Хлебникова, бесследно исчезнувший. «Помню, — вспоминал Кручёных, — Филонов писал портрет „Велимира Грозного“, сделав ему на высоком лбу сильно выдающуюся, набухшую, как бы напряжённую мыслью жилу». Поэт и художник одинаково внимательно всматривались в архаику поэтическую и пластическую, стремясь расчистить словесный и образный архетипы от позднейших усложняющих напластований, вернуть слову и изображению первозданную чистоту и свежесть. Но кроме родственности творческих принципов есть совпадения совсем удивительные. Они относятся к стихам Филонова и к рисункам Хлебникова. В 1915 году Матюшин издал книгу Филонова «Проповень о проросли мировой», иллюстрированную рисунками самого художника. Матюшин писал: «Филонов долго и упорно творчески работал как художник, одновременно искал и создал ценную фактуру слова и речи. Как бы коснувшись глубокой старины мира, ушедшей в подземный огонь, его слова возникли драгоценным сплавом, радостным, сверкающим кусками жизни, и ими зачата книга мирового расцвета…». Написанные сдвиговой ритмизованной прозой, поэмы Филонова по сложной многоплановой образности и свойственному им столкновению неологизмов с архаизмами родственны стихотворной практике Хлебникова. Поэт высоко ставил литературный дебют художника: «от Филонова как писателя я жду хороших вещей; и в этой книге есть строчки, которые относятся к лучшему, что написано о войне» |

### Хлєбников в армії (1916—1917)

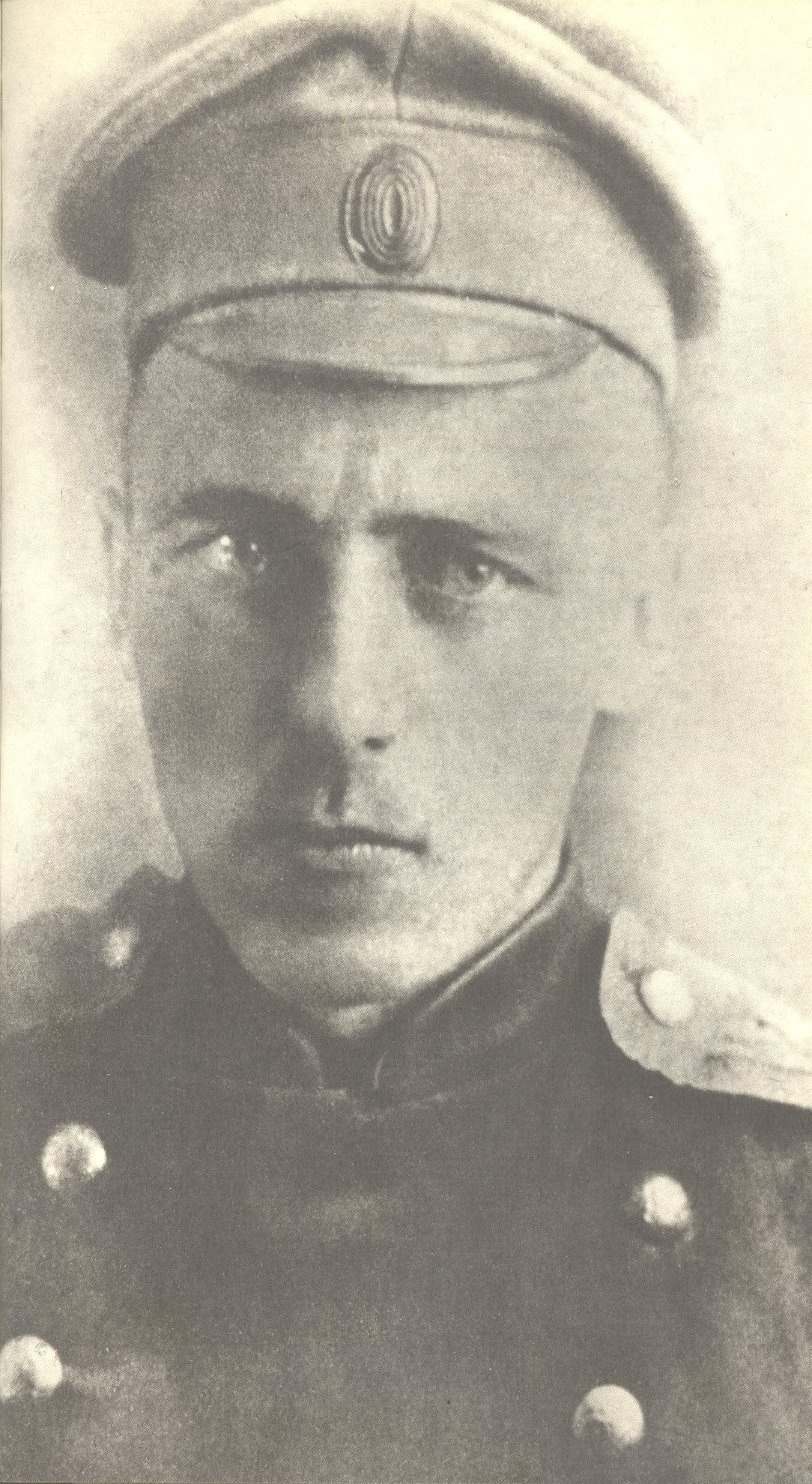
Хлєбников в армії, 1916 рік

Навесні 1916 року Хлєбников поїхав в Астрахань і звідти 8 квітня був мобілізований на військову службу, в 93-й запасний піхотний полк, який перебував у Царицині. Військова служба давалася Хлєбникову з великими труднощами, про що свідчать його листи до рідних і знайомим. У цей час він написав велику кількість антивоєнних віршів, які пізніше увійшли в поему «Війна в мишоловці».
Вже через місяць після початку служби Хлєбников написав давньому знайомому Миколі Кульбіну, який під час Першої світової війни був військовим лікарем-психіатром, листа з проханням про допомогу. Той одразу почав діяти і констатував у Хлєбникова «стан психіки, який лікарі жодним чином не визнають нормальним», після чого поетові призначили комісію спочатку в Царицині, потім в Казані; потім Кульбін домігся того, що в серпні Хлєбникова відправили на ще одну комісію до Астрахані. Поетові вдалося отримати відпустку на місяць, і він наприкінці серпня відвідав Миколу Асєєва в Харкові.
Психіатричні комісії тривали до кінця року. Хлєбников поперемінно жив то в лікарні, то в казармі в Астрахані і Царицині. У грудні його перевели в Саратов, а на початку весни 1917 року Хлєбникову надали п'ятимісячну відпустку. Він одразу ж поїхав до Харкова, і після цього в армію вже не повернувся.

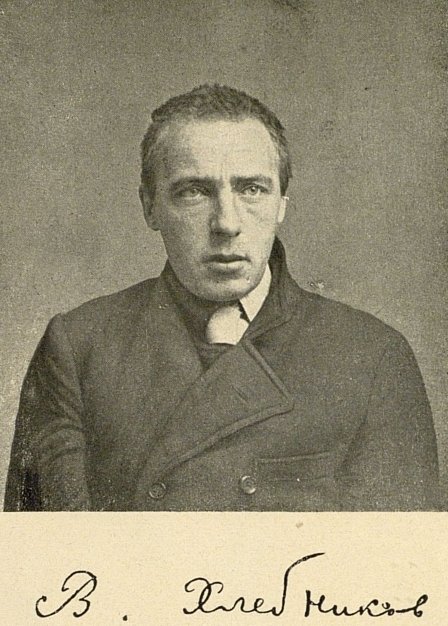
Велимир Хлєбников в Україні, 1916 рік.

### Хлєбников під час Російської революції (1917—1918)
Події Лютневої революції спонукали Хлєбникова в травні вирушити в їх центр, тобто до Петрограда, де він одразу ж включився в суспільне і літературне життя: брав участь у літературній курії Союзу діячів мистецтв, взяв участь у святі Мистецтв 25 травня, написав і опублікував декілька віршів, зокрема тих, які вітали революцію.
У цей час Хлєбников все ще був захоплений ідеєю Товариства голів Земної кулі. Він запросив туди кількох нових своїх знайомих, наприклад, композитора Артура Лур'є.
Влітку Хлєбников подорожував по Росії, відвідавши Київ, Харків, Таганрог, Царицин і Астрахань, а на початку жовтня повернувся до Петрограда, де оселився в Дмитра Петровського. До того часу у нього вже скінчилася армійська відпустка, і поетові довелося ховатися від комендатури.
23 жовтня (5 листопада) 1917 року написано «Лист у Маріїнський палац» від імені «голів Земної кулі»: «Уряд земної кулі ухвалив: вважати Тимчасовий уряд тимчасово не існуючим». Через два дні відбувся Жовтневий переворот; Хлєбников же незабаром поїхав спостерігати за розвитком подій до Москви, а потім до Астрахані.
1918 року Хлєбников знову подорожував по Росії без особливої мети. Навесні поет знову поїхав до Москви. Там він жив у квартирі лікаря А. П. Давидова, в якій часто бували представники богеми. Потім Хлєбников вирушив до Нижнього Новгорода, де пробув досить недовго, але встиг видати кілька своїх творів в альманасі «Без муз», видавцем якого був Іван Рукавішников. У серпні він знову опинився в Астрахані, відвідавши попутно Казань.
Попри те, що ситуація в Астрахані в цей час була нестійкою, життя Хлєбникова впродовж тих п'яти місяців, що він провів у батьків, було досить стабільним, і поет протягом незвично довгого для себе часу мав постійну роботу — співпрацював у газеті «Червоний воїн», органі Астраханської Військової ради. Разом з Рюріком Івнєвим Хлєбников у цей час брав участь у літературному житті Астрахані і планував видати багатомовну літературну збірку російською, калмицькою, перською та іншими мовами.

### Харків і Баку (1919—1920)

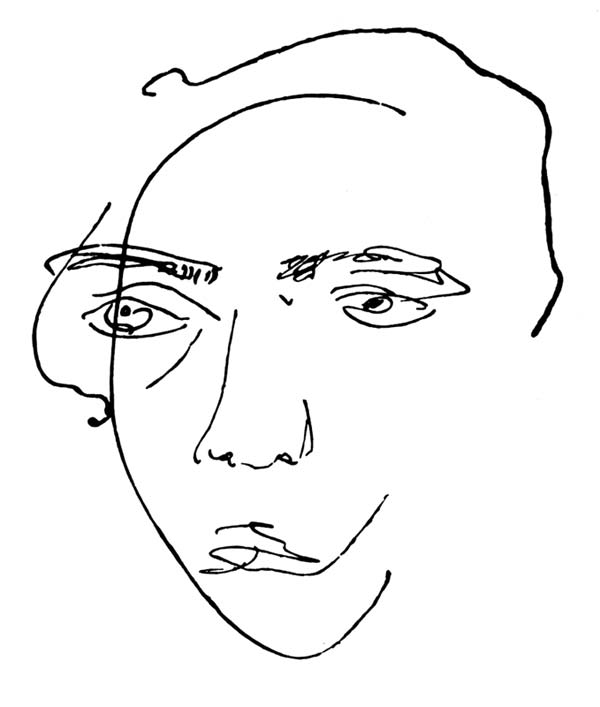
Велимир Хлєбников, автопортрет

Тільки на початку 1919 року Хлєбников виїхав з Астрахані. Поет попрямував до Москви, де мала вийти його книжка, яка перебувала в плані, запропонованому Маяковським видавництву ІМО. Анатолій Луначарський схвалив план, але збірка так і не з'явилася, багато в чому через те, що Хлєбников, який уже написав вступну статтю для цього видання, навесні несподівано поїхав до Харкова. Справами, пов'язаними з виданням віршів Хлєбникова в Москві, займався здебільшого Маяковський.
Кінець літа і осінь 1919 року Хлєбников провів у психіатричній лікарні, відомій у Харкові як Сабурова дача. Там поет рятувався від призову в денікінську армію, яка в червні зайняла місто. Цей період став надзвичайно плідним для Хлєбникова: він написав велику кількість невеликих віршів, поеми «Лісова журба», «Поет» та ін. Після того, як поету встановили діагноз, який дозволяв уникнути призову, Хлєбников залишився в Харкові, де невдовзі написав утопічну поему «Ладомир», один із найвизначніших своїх творів. Приблизно тоді ж, на початку 1920 року, з'являється поема «Разін» з підзаголовком «закляття подвійною течією мовлення, двоопукле мовлення», кожен з приблизно чотирьохсот рядків якої являє собою паліндром: Навесні 1920 року в Харкові опинилися поети-імажиністи Сергій Єсенін і Анатолій Марієнгоф, з якими Хлєбников швидко завів знайомство. За ініціативи Єсеніна в харківському Міському театрі провели публічну церемонію «коронації» Хлєбникова як Голови Земної кулі. У церемонії брали участь С. Єсенін, А. Марієнгоф і Б. Глубоковський. Невдовзі він опублікував три вірші в збірці імажиністів «Харчевня зір», виданому в Харкові. Через рік Єсенін видав у Москві окремим виданням поему Хлєбникова «Ніч в окопі», великий поетичний твір на тему Громадянської війни.
15 серпня 1920 року Хлєбников виступив з читанням віршів на сцені ростовського «Підвалу поетів».
Восени 1920 року Хлєбников опинився в Баку, де за ініціативи Комінтерну проходив Перший з'їзд народів Сходу (Азія завжди цікавила поета). Після нього поет вирішив не повертатися до Харкова, а пробратися ще далі на схід, в Персію. Незабаром його задум був здійснений, але до цього Хлєбников встиг з'їздити в Ростов-на-Дону, де місцева театральна студія здійснила постановку його п'єси «Помилка смерті» (у якій роль одного з гостей Смерті зіграв Євген Шварц, в майбутньому — відомий драматург), Армавір, а також в Дагестан, а після цього ще кілька місяців провести в Баку.

### Хлєбников у Персії (1921)
У квітні 1920 року на півночі Ірану спалахнуло антиурядове повстання. 5 червня того ж року оголошено про створення в провінції Ґілян Гілянської Радянської Соціалістичної Республіки. На початку 1921 року радянська Росія, яка підтримувала повстанців, сформувала в Баку Перську червону армію (Персармію), яку направила в Персію. Хлєбников був приписаний до армії як лектор і 13 квітня 1921 року вирушив до Ензелі. Там Хлєбников провів разом з художником Мечеславом Доброковським деякий час і завів знайомство з кількома дервішами, а також сам став відомий серед місцевих жителів як «російський дервіш». З Ензелі Персармія перемістилася в Решт, а звідти (на початку липня) — у Шахсевар, у напрямку Тегерану. Там Хлєбников влаштувався на службу до місцевого хана вихователем його дітей. Попрацювати там йому довелося лише місяць — через зраду одного з головнокомандувачів революційних військ наступ на Тегеран було призупинено, а Хлєбников у серпні 1921 року повернувся в Росію.
Подорож в Іран стала дуже плідною для Хлєбникова. У цей період він створив великий цикл віршів, а також почав поему «Труба Гульмулли», присвячену його враженням від Персії, яку завершив наприкінці 1921 року.

### Останній рік життя і смерть (1921—1922)

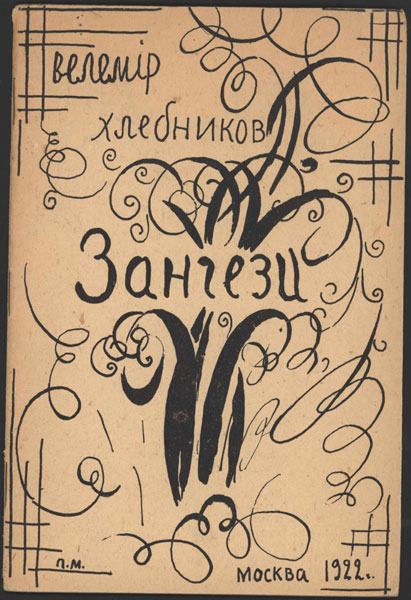
Обкладинка книги з надповістю «Зангезі», 1922

Після повернення з Персії Хлєбников знову подорожував, не зупиняючись ніде на більш як декілька місяців. Деякий час знову жив у Баку, але досить скоро поїхав до Желєзноводська, де жив на дачі у своїх знайомих — Самородових. Там він закінчував свій трактат про «закони часу», названий «Дошки долі», а також готував до публікації написані за останній час вірші та поеми — невдовзі Хлєбников учергове збирався їхати до Москви, щоб зайнятися виданням своїх віршів. Ще 3 місяці поет провів у П'ятигорську, працюючи нічним сторожем. На цей період припадає ще один творчий підйом — Хлєбников у П'ятигорську написав поеми «Ніч перед Радами», «Голова Чеки», а також невеликі вірші та інші поеми. Було опубліковано кілька статей Хлєбникова, присвячених числовим закономірностям і радіо, некрологи Олександрові Блоку і Миколі Гумільову. У цей час у творчості Хлєбникова важливе місце посідає теперішнє, а не минуле чи майбутнє, він пише кілька віршів на соціальну тему.
У грудні Хлєбников згадав про своє бажання їхати до Москви і несподівано для навколишніх вирушив до столиці. Там його зустріли старі друзі — Кручоних і Маяковський. Вони забезпечили його житлом і посприяли тому, що Хлєбников став членом офіційного Союзу поетів (це сталося в січні 1922 року), а також влаштували кілька творчих вечорів у богемному кафе, відомому як «Доміно». Проте, поет друкується набагато менше, ніж в П'ятигорську. Одна з небагатьох публікацій — вірш «Ей, молодчики-купчики …», що з'явився в березні 1922 року в газеті «Известия». У цьому творі проявилося невдоволення Хлєбнікова непманівською Москвою: Ще кілька віршів було надруковано в різних видавництвах. Трактат «Дошки долі» друкувати ніхто не хотів, хоча Хлєбников приїхав до Москви багато в чому саме заради нього. Тоді ж з'являються дослідження творчості Хлєбникова, засновані на надрукованих до революції творах поета, найбільше з них — книга Романа Якобсона «Новітня російська поезія. Перший начерк: Підступи до Хлєбникова», видана в Празі.
До того часу вже була закінчена надповість «Зангезі», яка, як і «Дошки долі», стала одним з найважливіших творів Хлєбникова. Тематично вона пов'язана з «Дошками долі»: головний герой твору — Зангезі — новий пророк. У надповісті він викладає сформульовані в «Дошках долі» «закони часу», вчення про «зоряну мову». Твір опубліковано лише після смерті Хлєбникова.

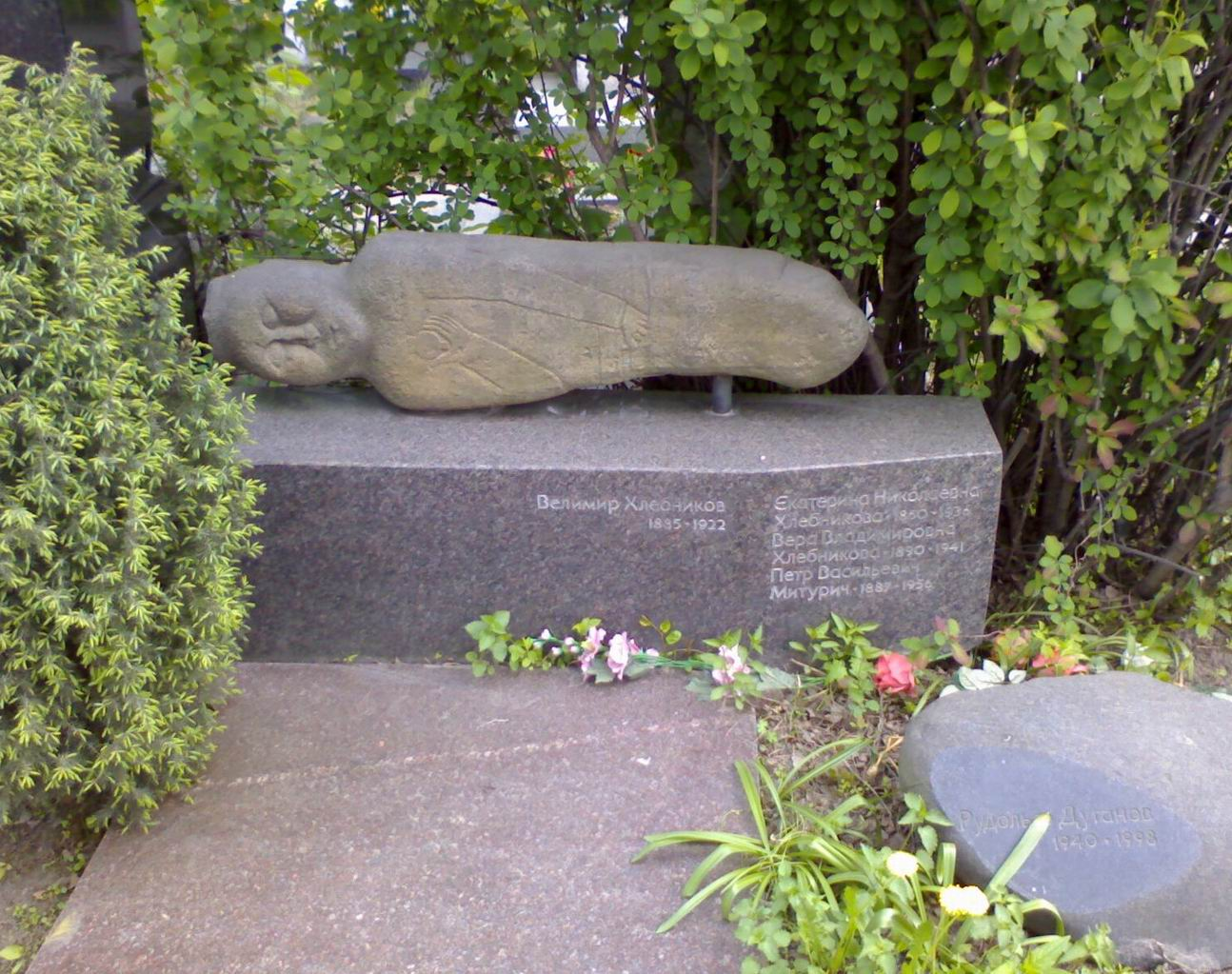
Могила Велимира Хлєбникова на Новодівочому цвинтарі

Навесні поет почав страждати від нападів гарячки. Він хотів знову вирушити до Астрахані, але поки що це було неможливо, і новий друг і шанувальник таланту Хлєбникова художник Петро Мітурич (майбутній чоловік сестри Хлєбникова Віри) запропонував у травні два-три тижні побути в Санталово Крестецкого повіту Новгородської губернії, де жила дружина Мітурича і двоє його дітей. Невдовзі після приїзду туди Хлєбников зліг, уражений паралічем. Віддаленість від великих міст робила неможливою кваліфіковану медичну допомогу, а лікар в селищі Крестці сказав, що смертельної небезпеки немає, і поспішати з поїздкою до Петрограда не варто. Вже через два тижні було очевидно, що це не так — остаточно віднялися ноги, розвинулася гангрена, і Хлєбникова виписали з лікарні в Крестцях вже як безнадійного хворого. Мітурич перевіз майже повністю паралізованого поета в Санталово Новгородської губернії. 28 червня 1922 року о 9-й годині ранку Хлєбников помер від наслідків інсульту, який розвинувся на тлі малярії, на яку поет хворів протягом року, заразившись під час подорожі 1921 року до Персії. Велимир Хлєбников був похований на цвинтарі в селі Руч'ї. 1960 року останки поета перепоховано на Новодівочому цвинтарі в Москві.

## Присвяти після смерті
У селі Руч'ї Крестецького району Новгородської області, де 1922 року поховано Хлєбникова, 1986 року відкрито музей поета, там проходять щорічні літературні читання.
На честь Хлєбникова названо астероїд 3112 Хлєбников, яку 1977 року відкрив радянський астроном Микола Черних.

### Посмертні публікації
Першим серйозним виданням вважається 5-томне «Зібрання творів» під редакцією Миколи Степанова (1928—1933), а також том «Невиданих творів» під редакцією Миколи Харджиєва (1940), який доповнює це зібрання Від 1941 до 1984 року в СРСР вийшла тільки одна книга Хлєбникова — томик з Малої серії «Бібліотеки поета», який побачив світ 1960 року під час так званої «хрущовської відлиги». Однак тексти Хлєбникова і про Хлєбникова продовжували з'являтися в науковій і літературній періодиці, в альманахах, а також — у самвидаві. Кількість публікацій неухильно зростала і до 100-річчя поета увінчалася виходом у світ тома «Творів» під редакцією Віктора Григор'єва і Олександра Парніса (1986). У 2000—2006 роках здійснено нове 6-томне видання «Зібрання творів» (в 7-ми кн.) Хлєбникова (під ред. Євгена Арензона і Рудольфа Дуганова).

## Основні риси творчості

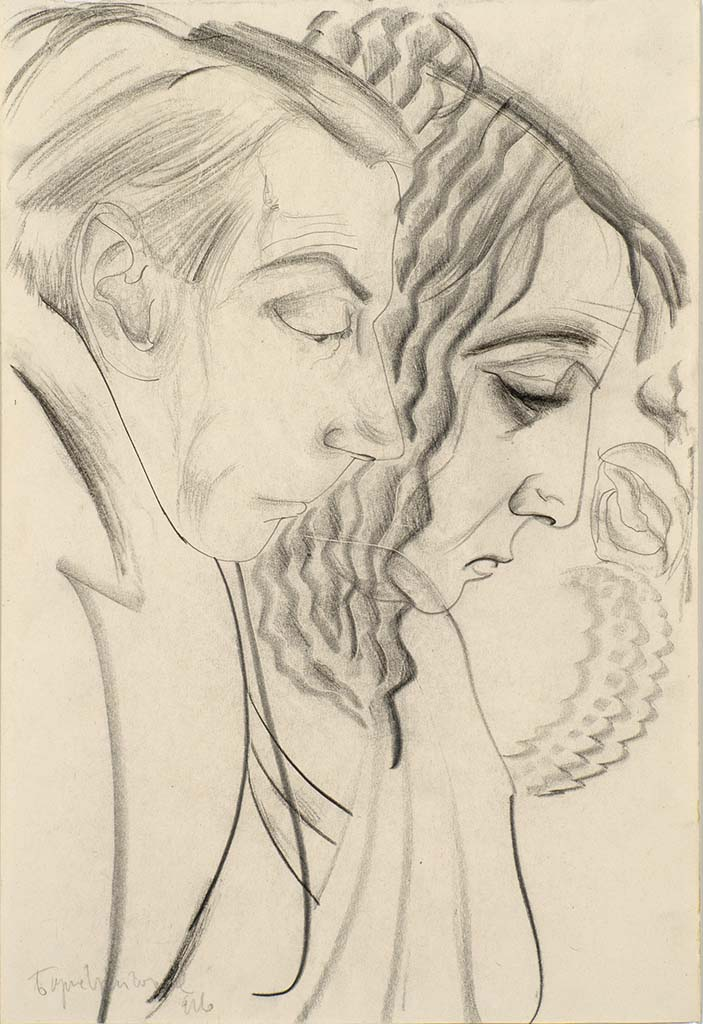
Борис Григор'єв. Хлєбников у майбутньому. 1916. Папір, олівець. ДТГ

Серед особливостей, що характеризують творчість Хлєбникова, передусім можна відзначити стильову своєрідність. Вона виражається в незвичайній лексиці (на ранньому етапі творчості — винайденні великої кількості неологізмів), умисному порушенні синтаксичних норм, активному використанні таких тропів як уособлення і плеоназм.
Що стосується словотворчості поета, то існує декілька поглядів на неї. Роман Якобсон писав, що «слово в поезії Хлєбникова втрачає предметність, далі внутрішню, нарешті, навіть зовнішню форму. В історії поезії всіх часів і народів ми неодноразово спостерігаємо, що поетові, за висловом Тредіаковського, важливий „тіко дзвін“». Іншої думки дотримувалися такі дослідники, як Вяч. Вс. Іванов і Борис Успенський, які, навпаки, вважали, що Хлєбников у своїх творах за допомогою окремих неологізмів створював цілісні системи образів. Володимир Маяковський писав, що «Хлєбников створив цілу „періодичну систему слова“. Беручи слово з нерозвиненими, невідомими формами, зіставляючи його зі словом розвиненим, він доводив необхідність і неминучість появи нових слів». У словотворчості Хлєбникова виділяються дві гіпотетичні мови: загальнослов'янська (на основі російської) та «зоряна», що наближається до заумі. Вони характерні для різних періодів творчості Хлєбникова: загальнослов'янська — для 1907—1913, а «зоряна» — для 1919—1922 років. «Слов'янський» період словотворчості характеризується повною відмовою від коренів не-слов'янського походження (за винятком імен), заглибленням в етимологію, експериментами зі складанням різноманітних слів на основі російських коренів (як у вірші «Закляття сміхом»; Маяковський згадує випадок, коли в провінційній друкарні не змогли надрукувати твір Хлєбникова, що складається з шести сторінок похідних від кореня «-люб-» через те, що «не вистачило літер „л“»).

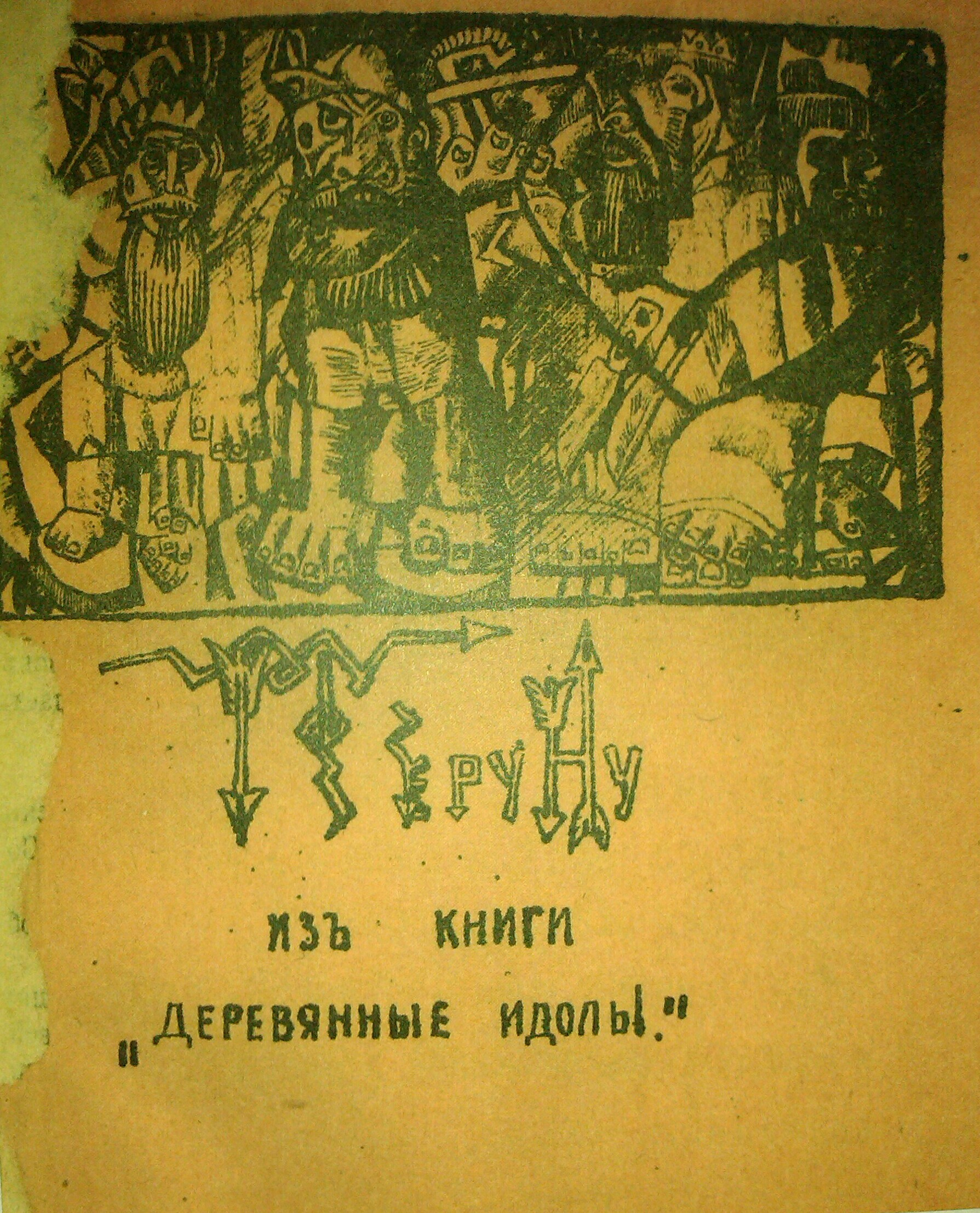
Хлєбников — Перуну, додаток до Ізборника Віршів

Зоряна мова будується переважно на словообразах і, попри схожість з заум'ю, повною мірою нею не є; її принцип передбачає створення повної світової мови на основі універсального звучання приголосних.
Учені розходяться в думці про те, як називати авторські словотвори Хлєбникова — неологізмами чи оказіоналізмами. Прихильники першого терміну стверджують, що в цьому випадку вживати слово «оказіоналізм» некоректно, оскільки словотворчість Хлєбникова була не стихійною, а цілеспрямованою.
Значну частину у творчості Хлєбникова займали космологічні мотиви. Поет висував ідею про те, що все у всесвіті підпорядковується єдиним законам, а також намагався за допомогою поезії зв'язати час і простір: бувши студентом першого курсу, Хлєбников писав про себе: «Нехай на могильній плиті прочитають… він пов'язав час із простором». Загальну теорію відносності, опубліковану Альбертом Ейнштейном в 1915—1916 роках, Хлєбников назвав «вірою чотирьох вимірів», де четвертий вимір — час. Для Хлєбникова час був і хвилею (циклічним повторенням подій), і водночас певним динамізованим простором.
Сильні у творчості Хлєбникова міфологічні мотиви. Вони проявляються як у прямих відсиланнях до міфології (здебільшого на ранньому етапі, коли поет створював твори з участю міфологічних персонажів, зокрема і тих, які придумав сам), так і в анимістичному світогляді, і, на думку деяких дослідників, у згадуваній вище ідеї циклічного повторення подій у часі. Вплив, який справили на поета національні культури різних народів (як європейських, так і азійських), дозволяє говорити про традиціоналізм в авангардистській творчості Хлєбникова.

## Вплив на культуру та оцінки
У маніфесті «Труба марсіан» (1916) Хлєбников закликав до створення Держави часу, яка має прийти на зміну державам, які воюють за клаптик простору — одна з перших понад-утопічних ідей, які в подальшому неодноразово виникали в російській літературі. Завойовувати, вірніше, відвойовувати у всесвіту час покликані Творяни, які прийшли на зміну дворянам, і «винахідники», які прийшли на зміну «набувачам». «Скрижалями» нової віри держави часів став трактат «Дошки долі», де Хлєбников повідомляє про відкриті ним закони повторюваності в історії одних і тих самих подій і втілень одних і тих самих осіб. Наприклад, себе він вважав фараоном Ехнатоном, тим, хто ввів монотеїзм у Єгипті; Омаром Хаямом; Лобачевським, який поставив під сумнів очевидність аксіоми Евкліда який створив неевклідову «уявну геометрію» (див. «Ка»). І, зрозуміло, Хлєбниковим, який змінив у поезії пушкінське «доломірря Евкліда» на хлєбниковське «доломірря Лобачевського».

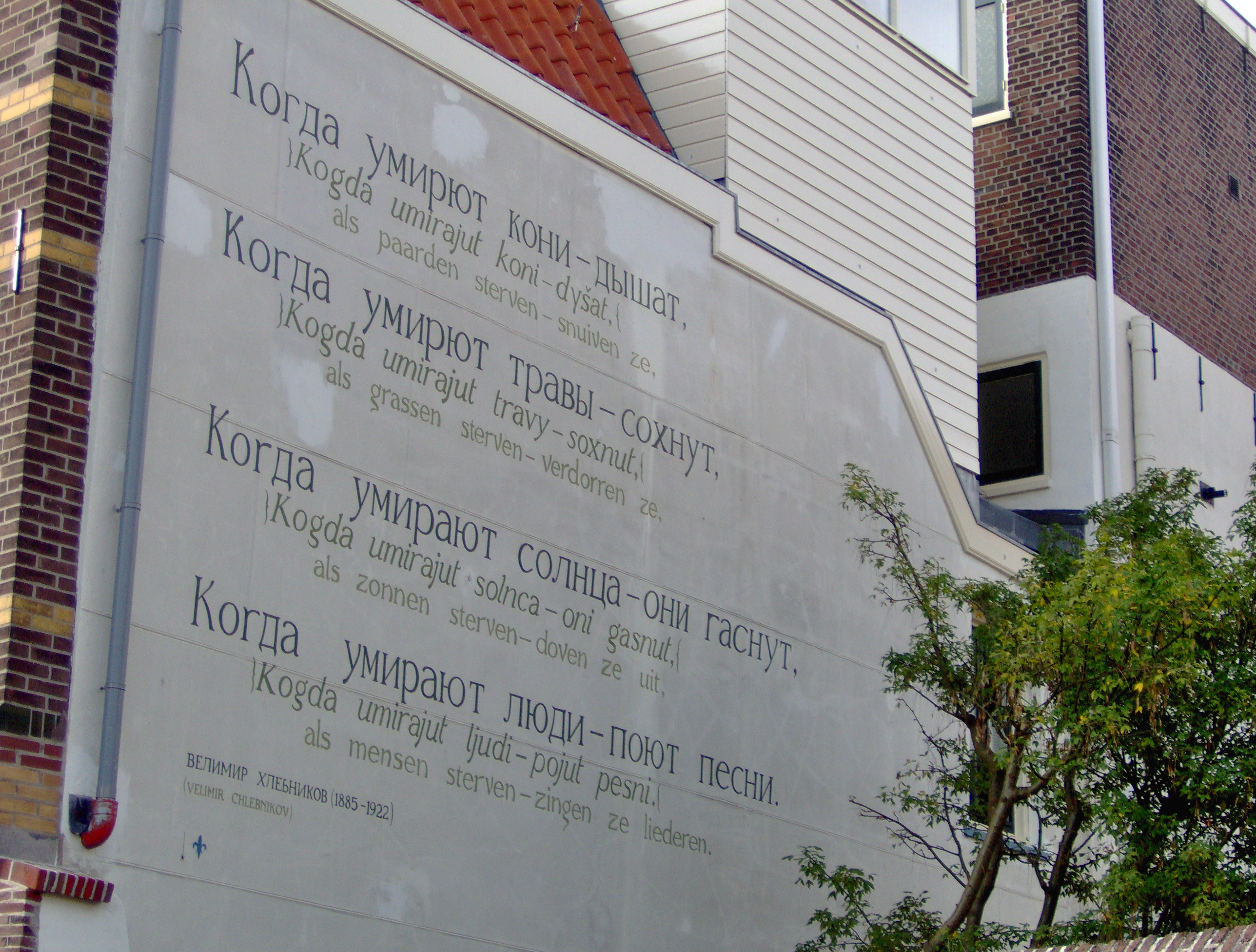
Вірш Хлєбникова на стіні будинку в Лейдені (Нідерланди).

З нововведень Хлєбникова варто відзначити винайдений ним жанр надповість. Проте жоден з неологізмів поета не зміцнився в мові. Всупереч поширеній легенді, слово «льотчик» придумав не він.
Хлєбников — один з визнаних лідерів російського авангарду початку XX століття, оскільки він свідомо займався створенням нового мистецтва. Багато футуристів, зокрема і Маяковський, називали його своїм учителем; висловлюють припущення про вплив поетичної мови Хлєбникова на творчість Андрія Платонова, Миколи Асєєва, Бориса Пастернака. Водночас Хлєбников часто залишався в тіні, оскільки організаторською діяльністю в основному займалися Давид Бурлюк і Маяковський.
У своїй статті «Буря і натиск» (1923) Осип Мандельштам відзначав:
|  | Подібно до Блока, Хлєбников мислив мову як державу, але аж ніяк не в просторі, не географічно, а в часі. Хлєбников не знає, що таке сучасник. Він громадянин усієї історії, всієї системи мови і поезії. Якийсь ідіотичний Ейнштейн, який не вміє розрізнити, що ближче - залізничний міст чи «Слово о полку Ігоревім». Поезія Хлєбникова ідіотична - в справжньому, грецькому, необразливому значенні цього слова. Сучасники не могли і не можуть йому пробачити відсутність у нього будь-якого натяку на афект своєї епохи. Оригінальний текст (рос.) Подобно Блоку, Хлебников мыслил язык как государство, но отнюдь не в пространстве, не географически, а во времени. Хлебников не знает, что такое современник. Он гражданин всей истории, всей системы языка и поэзии. Какой-то идиотический Эйнштейн, не умеющий различить, что ближе — железнодорожный мост или «Слово о полку Игореве». Поэзия Хлебникова идиотична — в подлинном, греческом, неоскорбительном значении этого слова. Современники не могли и не могут ему простить отсутствия у него всякого намёка на аффект своей эпохи. |

Хлєбников справив вплив на російський і європейський авангард, зокрема в галузі живопису і музики. Деякі дослідники взагалі вважають, що без нього сприйняття естетики і поетики авангарду неадекватне.

## Різні написання псевдоніма автора
Ім'я автора Хлєбникова має різне написання залежно від джерела: Велемир, Велімір, Велимир тощо, хоча сам Хлєбников у прижиттєвих виданнях застосовував ім'я Велемир. Так само прізвище автора часто пишуть як Хлєбніков, Хлебніков, Хлебников тощо.
У 2010-х роках ряд видань підняв питання про повернення Хлєбникову справжнього написання його імені Велемир, що означає «веління миру» (рос. «веление мира»).
Докази:
- написання імені Велемир самим Хлєбниковим, у тому числі на обкладинках книг, виданих за його життя, а також після його смерті;
- написання імені Велемир на першій могилі Хлєбникова, змінене (спотворене) з незрозумілих причин при перепохованні;
- написання імені Хлєбникова людьми, які знали його близько[38].

За оцінкою прихильників повернення Хлєбникову імені Велемир, його зміна на «Велимир» спотворює не тільки псевдонім, обраний самим поетом, а й суть його ідеї «Товариства Голів Земної кулі», як Уряду, покликаного здійснити ідею світової гармонії і миру на Землі.

## Похідні твори
- 1987 року український композитор Леонід Грабовський написав вокальний цикл «Коли» для мецо-сопрано, скрипки, кларнета і фортепіано (також ударних) на вірші Велимира Хлєбникова.
- 1995 року Олексій Хвостенко спільно з гуртом «АукцЫон» зробив спробу музично оформити деякі вірші Хлєбникова — вони випустили альбом «Жилец вершин»[40].
- У 1997 році харківський композитор Олексій Коломійцев написав оперу «Нічний обшук» за мотивами однойменної поеми Велимира Хлєбникова. Сюжет опери базується на кривавих подіях 1917 року. Прем'єра відбулася 17 грудня 2008 року в навчальному театрі Харківського національного університету мистецтв імені Івана Котляревського.
- Композитор Дмитро Батін написав твір для чоловічого хору «Сніжно-могутня краса» (2004 рік)
- 17 вересня 2009 року композитор Володимир Мартинов, тувинський ансамбль «Хуун-Хуур-Ту» і пермський академічний хор «Млада» представили в Пермі постановку «Діти Видри» на вірші Велимира Хлєбникова[41]
- У січні 2010 року художники Наталія Дурицька і Сергій Сапожников провели в Ростові-на-Дону акцію «Тут був Вова», почасти присвячену виступу 1920 року Велимира Хлєбникова в «Підвалі поетів», нині відомому ростовчанам як Туалет на Газетному[42].
- У березні 2010 року Леонід Федоров і Володимир Волков випустили альбом «Разинримилев», всі пісні якого написано на вірші Велимира Хлєбникова[43]. Альбом записано за участю американських музикантів Марка Рібо і Джона Медескі. Літературна основа альбому — поема-перевертень (паліндром) Велимира Хлєбникова «Разін».
- 2013 року вийшов музичний альбом рок-готик проекту «Династія Посвячених» «Sic transit gloria mundi», на якому є пісня «Повели світові, Велемир!», присвячена Велемиру Хлєбникову.

## Родина
- Батько — Володимир Олексійович Хлєбников (1857—1935), російський науковець-орнітолог, засновник першого в Росії державного заповідника у дельті Волги.
- Сестра — Віра Володимирівна Хлєбникова (1891—1941), російська художниця.

## Переклади українською
Низку віршів В. Хлєбникова переклав українською поет Вадим Коваль (1966—1996).